# Ruas
Ruas (także Rohas, Ruga lub Rugila) - wódz Hunów (ok. 419-437). 
Współrządca i następca Oktara. Sojusznik Rzymu. W roku 422 najechał na Trację, by wymusić większy haracz od władcy wschodniego imperium, Teodozjusza II; od tamtego roku opłata ta wynosiła 350 funtów złota. Ruas był też sprzymierzeńcem Zachodu, przymierze z nim zawarł wódz rzymski w Galii Aecjusz Flawiusz. W 436 roku wspomógł Aecjusza w wojnie z Burgundami. Po jego śmierci władcami Hunów zostali jego bratankowie, Bleda i Attyla.